# バホディル・ジャロロフ
バホディル・ジャロロフ（英語: Bakhodir Jalolov、ウズベク語: Bahodir Isomiddin O'g'li Jalolov、ロシア語: Баходир Жалолов、1994年7月8日 - ）は、ウズベキスタンのプロボクサー。スルハンダリヤ州サリアシア出身。東京オリンピック・パリオリンピックスーパーヘビー級金メダリスト。

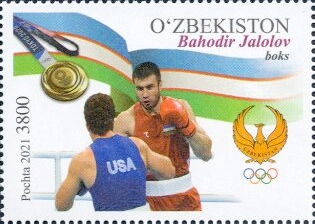
2022年のウズベキスタンの切手に描かれるジャロロフ

## 来歴

### アマチュア時代
2015年10月、カタールで開催されたAIBA世界ボクシング選手権にスーパーヘビー級（91kg超）で出場し、準決勝でイワン・ディチコに1-2の判定で敗れ銅メダルを獲得した。
2016年、リオデジャネイロオリンピックにスーパーヘビー級（91kg超）で出場するも、準々決勝でジョー・ジョイスに0-3の判定で敗れた。
2017年5月、タシュケントで開催されたアジアアマチュアボクシング選手権にスーパーヘビー級（91kg超）で出場し、金メダルを獲得した。
2019年4月、バンコクで開催されたアジアアマチュアボクシング選手権にスーパーヘビー級（91kg超）で出場し、金メダルを獲得した。
2019年9月、エカテリンブルクで開催されたAIBA世界ボクシング選手権にスーパーヘビー級（91kg超）で出場し、2回戦でリチャード・トーレスにKO勝ちすると、決勝でカムシベク・クンカバエフに判定勝ちし金メダルを獲得した。
2021年、東京オリンピックにスーパーヘビー級（91kg超）で出場し、決勝でリチャード・トーレスを5-0の判定で破り金メダルを獲得した。
2023年5月、タシュケントで開催されたIBA世界ボクシング選手権にスーパーヘビー級（91kg超）で出場し、金メダルを獲得した。
2024年、パリオリンピックにスーパーヘビー級（91kg超）で出場し、金メダルを獲得した。

### プロ時代
2018年5月5日、コネチカット州マシャンタケットのフォックスウッズ・リゾート・カジノでプロデビュー戦を行い、3回1分14秒TKO勝ち。
2019年4月10日、ニューヨークのソニー・ホールでブレンダン・バレットとNABFヘビー級ジュニア王座決定戦を行い、1回2分45秒KO勝ちを収め王座獲得に成功した。
2023年7月、ボブ・アラム率いるトップランクと複数年契約を結んだ。

## 戦績
- プロボクシング：15戦 15勝 (14KO) 無敗

| 戦           | 日付           | 勝敗 | 時間    | 内容     | 対戦相手                   | 国籍             | 備考                           |
| ------------ | -------------- | ---- | ------- | -------- | -------------------------- | ---------------- | ------------------------------ |
| 1            | 2018年5月5日   | ☆    | 3R 1:14 | TKO      | ウーゴ・トルヒージョ       | メキシコ         | プロデビュー戦                 |
| 2            | 2018年9月29日  | ☆    | 1R 0:47 | KO       | エドゥアルド・ヴィテラ     | メキシコ         |                                |
| 3            | 2018年10月27日 | ☆    | 4R 終了 | TKO      | タイレル・ライト           | アメリカ合衆国   |                                |
| 4            | 2018年12月8日  | ☆    | 1R 2:29 | KO       | マーキス・バレンティン     | アメリカ合衆国   |                                |
| 5            | 2019年3月15日  | ☆    | 2R 1:11 | TKO      | ウィリー・ハーヴェイ       | アメリカ合衆国   |                                |
| 6            | 2019年4月10日  | ☆    | 1R 2:45 | KO       | ブレンダン・バレット       | アメリカ合衆国   | NABFヘビー級ジュニア王座決定戦 |
| 7            | 2020年12月12日 | ☆    | 1R 終了 | TKO      | ウィルフレド・リール       | メキシコ         |                                |
| 8            | 2021年4月3日   | ☆    | 2R 1:16 | TKO      | クリスタプス・ザティス     | ラトビア         |                                |
| 9            | 2021年12月11日 | ☆    | 1R 0:46 | TKO      | フリオ・セサール・カリメノ | コロンビア       |                                |
| 10           | 2022年3月18日  | ☆    | 5R 1:17 | TKO      | カミル・ソコウォフスキ     | ポーランド       |                                |
| 11           | 2022年6月10日  | ☆    | 8R 1:20 | KO       | ジャック・ムロワイ         | ベルギー         |                                |
| 12           | 2022年11月26日 | ☆    | 4R 1:53 | KO       | カーティス・ハーパー       | アメリカ合衆国   |                                |
| 13           | 2023年8月26日  | ☆    | 1R 2:14 | KO       | オノリオデ・エワレメ       | ナイジェリア     |                                |
| 14           | 2023年11月17日 | ☆    | 1R 1:10 | KO       | クリス・トンプソン         | 南アフリカ共和国 |                                |
| 15           | 2025年4月5日   | ☆    | 10R     | 判定 3-0 | イゴール・シェバズツキー   | ウクライナ       |                                |
| テンプレート |                |      |         |          |                            |                  |                                |

## 獲得タイトル
- 東京オリンピックスーパーヘビー級金メダル
- パリオリンピックスーパーヘビー級金メダル
- NABFヘビー級ジュニア王座